# Zweite Schlacht von Panipat
Die Zweite Schlacht von Panipat wurde am 5. November 1556 zwischen den Truppen des Mogul-Kaisers Jalaluddin Muhammad Akbar unter Feldherr Bairam Khan und den Truppen des afghanischen Herrschers ʿAdil Shāh Sūr unter seinem Heerführer Hemu bei Panipat ausgetragen. Mit dem Sieg in dieser Schlacht konnten sich die Moguln wieder als Herrscher in Indien etablieren.

## Die Hintergründe
Nachdem Humayun mit Hilfe des Safawidenherrschers Schah Tahmasp I. Kandahar und Kabul zurückerobert hatte, boten ihm der Tod Islam Shah Suris und die nachfolgenden Thronwirren eine Gelegenheit, nach Nordindien vorzudringen. Im Februar 1555 konnte er Lahore einnehmen. Sikandar Shah Sur, einer der drei Prinzen des Sur-Clans, die um den Thron des Reiches stritten, stellte sich den Mogultruppen entgegen. Nach einer ersten Niederlage in Machhiwara wurde Sikandar in der Schlacht von Sirhind am 22. Juni 1555 erneut geschlagen und flüchtete in die Berge von Siwalik. Durch diesen Sieg gehörten nun Delhi und Agra, die Sikandar Shah erst wenige Wochen zuvor seinem Cousin Ibrahim Shah entrissen hatte, zum Machtbereich Humayuns.
Etwa ein halbes Jahr nach seiner Rückeroberung Delhis starb Humayun. Sein dreizehnjähriger Sohn Jalaluddin Muhammad Akbar bestieg am 14. Februar 1556 den Mogulthron, stand aber aufgrund seines Alters zunächst noch unter der Vormundschaft des Generals Bairam Khan. Um ein weiteres Vordringen der Moguln zu verhindern und den eigenen Machtbereich auszudehnen, zogen nun die Truppen von Muhammad ʿAdil Shah unter der Führung seines Feldherrn Hemu nach Agra. Der Kommandant der Stadt sah sich nicht in der Lage, dem anrückenden Heer standzuhalten und zog sich mit seinen Männern, von Hemu verfolgt, nach Delhi zurück. In Tughluqabad kam es am 7. Oktober 1556 zum Kampf, bei dem sich die Mogultruppen unter der Führung von Tardi Beg Khan zunächst siegreich glaubten. Ihre Vorhut verfolgte die Flüchtenden und plünderten das gegnerische Lager. Durch ihre Entfernung von dem Rest des Heeres konnten sie den zurückgebliebenen Teilen der Armee nicht zu Hilfe kommen, als diese überraschend von Hemu und einer listig zurückgehaltenen Teilarmee angegriffen und besiegt wurden. Delhi war nun in der Hand Hemus, der sich dort zum „Raja Bikramajit“ und damit zum König aufgeschwungen haben soll. Über die Frage, wie Hemus Titel „Raja Bikramajit“ zu verstehen ist, gibt es unterschiedliche Ansichten. I. H. Siddiqui vertritt die Meinung, dass Hemu hiermit keineswegs königliche Würden für sich beansprucht habe, sondern dass ihm dieser Titel schon vor seinem Sieg in Tughluqabad in Anerkennung seiner siegreichen Kriegszüge von ʿAdil Shāh Sūr verliehen worden war. Dieser Titel wurde später auch bei den Moguln als Zeichen besonderer Anerkennung vergeben. Demnach hatte Hemu den Feldzug nicht etwa in eigener Sache unternommen, sondern weiterhin als Feldherr ʿAdil Shāhs. Es gibt aber auch zeitgenössische Autoren, die berichten, Hemu habe sich selbst mit dem Titel geschmückt und die Souveränität ʿAdil Shāhs nur nominell anerkannt. Von Unzufriedenheiten der afghanischen Offiziere über seine Anmaßung erfahren wir in dem Geschichtswerk von ʿAbd al-Qādir Badāʾūnī. Welche Ambitionen auch immer Hemu hatte, in den verbleibenden 30 Tagen seines Lebens konnte er davon nichts mehr ausführen.

## Die Schlacht
Angesichts der Übermacht Hemus drängten die Offiziere der Mogularmee auf einen Rückzug nach Kabul. Bairam Khan und Akbar entschieden jedoch, alles auf eine Karte zu setzen und den afghanischen Truppen entgegenzutreten. Am 5. November trafen sich die Heere etwa sechs Kilometer nordwestlich des historischen Schlachtfeldes von Panipat, wo dreißig Jahre zuvor Akbars Großvater Babur den Herrscher des Sultanats von Delhi in der Ersten Schlacht bei Panipat vernichtend geschlagen hatte. Noch bevor die eigentliche Schlacht begann, gelang es einer Vorhut der Mogularmee, die gesamte gegnerische Artillerie zu erbeuten und ihre Position damit entscheidend zu verbessern. Dennoch waren sie erheblich in der Unterzahl. Sie verfügten über 10.000 Soldaten, von denen aber nach Auskunft Abu 'l-Fazls nur 5000 tatsächlich gekämpft haben sollen. Für die Mogularmee hatte ʿAli Quli Khan Shaibani, der spätere Khan Zaman, die Führung im Zentrum inne, die rechte Flanke hielt Sikandar Khan Uzbak, die linke Abdullah Khan Uzbak. Die Vorhut übernahmen Husain Quli Beg und Shah Quli Mahram. Die erbeutete Artillerie brachten die Mogulkämpfer offenbar nicht für sich selbst zum Einsatz. Ihr größtes Potential waren berittene Bogenschützen, die versuchten, von den Seiten her anzugreifen und die Feinde mit Pfeilregen zu attackierten. Akbar und Bairam Khan befanden sich in sicherer Entfernung von einigen Kilometern und wurden von Boten über den Fortgang der Schlacht informiert.
Die Gegenseite soll über 30.000 Reiter und 500 Kriegselefanten verfügt haben. Hemu überwachte die Schlacht persönlich auf einem Elefanten im Mittelfeld, während Shadi Khan Kahar die rechte und Hemus Neffe Ramya die linke Flanke führte. Die Elefanten waren die wichtigste Waffe für die Suriden-Armee. Mit ihnen versuchten sie, die Mogultruppen einzuklammern. Nach den Verlust mehrerer Generäle übernahm Hemu selbst die Führung an der linken Flanke, als ihn ein Pfeil ins Auge traf und die Pfeilspitze am Hinterkopf wieder hinaustrat. Als Hemu bewusstlos im Wehrturm des Elefanten zusammenbrach, gerieten seine Truppen in Panik und wurden schließlich von den Mogulkämpfern besiegt. Shah Quli Khan führte den Bewusstlosen auf seinem Elefanten zu Akbar. Bairam Khan ermunterte Akbar, Hemu eigenhändig zu töten und sich auf diese Weise den Titel Ghazi zu verdienen. Laut Abu 'l-Fazl, dem Autor des Akbar-nāma, soll Akbar sich geweigert haben, einen wehrlosen und verwundeten Feind zu töten, so dass Bairam Khan Hemu schließlich selbst enthauptet habe. Es gibt aber erhebliche Zweifel an dieser Version der Ereignisse. Zwei zeitgenössische Autoren bezeugen, dass Akbar selbst den ersten Hieb geführt und Bairam Khan die Enthauptung vollendet habe. Der Kopf wurde nach Kabul geschickt, wo er außerhalb von Delhi Darwaza aufgehängt wurde, während sein Körper auf der Purana-Qila-Zitadelle in Delhi aufgehängt wurde.

## Nachwirkungen
Zwei Tage nach der Schlacht kam Akbar nach Panipat und befahl, aus den Köpfen der Getöteten ein Minarett zu errichten. Ein Bild davon ist im Panipat Wars Museum in Panipat ausgestellt. Akbar nahm anschließend Agra und Delhi ohne nennenswerten Widerstand ein. Auch wenn es noch mehr als ein halbes Jahr dauerte, bis der letzte Spross der Sur-Dynastie besiegt werden konnte, war es die Zweite Schlacht von Panipat, mit der das Mogulreich begann.